# Taschkentia
Taschkentia är ett släkte av mångfotingar. Taschkentia ingår i familjen storjordkrypare.
Kladogram enligt Catalogue of Life:
| Taschkentia | \| \| Taschkentia bucharensis \| \| \| \| \| \| Taschkentia parthorum \| \| \| \| |
|             | \| \| Taschkentia bucharensis \| \| \| \| \| \| Taschkentia parthorum \| \| \| \| |
|             | Taschkentia bucharensis                                                           |
|             |                                                                                   |
|             | Taschkentia parthorum                                                             |
|             |                                                                                   |